# Cyanosesia javana
Cyanosesia javana is een vlinder uit de familie wespvlinders (Sesiidae), onderfamilie Sesiinae.
Cyanosesia javana is voor het eerst wetenschappelijk beschreven door Gorbunov & Kallies in 1998. De soort komt voor in het Oriëntaals gebied.